# Аргилос
 Тази статия е за античния гръцки град.  За селото в Кожанско със старо име Еникьой вижте Аргилос (дем Кожани).  
А̀ргилос (на гръцки: Άργιλος) е античен гръцки град в Югоизточна Македония. Останките му са разположени на 4 km западно от устието на река Струма и само на 6 km от Амфиполис.

## История
Според литературната традиция е основан в 655/654 г. пр.н.е. от колонисти от Андрос, което го прави първата гръцка колония на тракийския бряг. Аргилос е икономически проспериращ град, разчитащ на търговията по реката и вероятно на експлоатацията на златните мини в Пангей. В последната четвърт на VI век Аргилос основава две колонии - Трагилос във вътрешността и Кердилион на няколко километра на изток от града. Херодот казва, че в 480 година, след като преминава Струма, персийският цар Ксеркс спира при Аргилос и принуждава жителите му да се присъединят към армията му. След разгрома на персийците, Аргилос става член на Атинския морски съюз, като плаща 1,5 таланта – сума, която показва, че е богат град.
След създаването на Амфиполис в 437 г. пр.н.е. градът упада. Тукидид казва, че някои аргилосци участват в основаването на Амфиполис, но че отношенията между двата града бързо се влошават заради Пелопонеската война, тъй като аргилосци подкрепят спартанския военачалник Бразид, който напада Амфиполис. Надпис от Храма на Асклепий в Епидавър показва, че Аргилос е независим град в IV век. В 357 година заедно с целия регион градът е завладян от Филип II Македонски. Историците дълго време смятат, че тогава градът е изоставен, но разкопките показват, че на акропола е съществувало селище в годините 350-200 г. пр. Хр. Не са открити римски или византийски останки.

## Археологически находки
Некрополът е разположен източно от Аргилос. В него са открити различни гробове, като предимно са цистови гробници – облицовани с мрамор и теракотени плочки гробни ями. Има и глинени саркофази и обикновени погребални ями. Вазите в гробниците произхождат от Източна Гърция, Коринт, Атина и Тасос, което показва интензивни търговски връзки. В некропола са разкрити две големи македонски гробници – Аргилоска гробница I и Аргилоска гробница II.